# انیس بونجکی
انیس بونجکی (انگلیسی: Enis Bunjaki؛ زادهٔ ۱۷ اکتبر ۱۹۹۷) بازیکن فوتبال اهل آلبانی است.
از باشگاه‌هایی که در آن بازی کرده‌است می‌توان به باشگاه فوتبال آینتراخت فرانکفورت اشاره کرد.
وی همچنین در تیم‌های ملی فوتبال کوزوو، جوانان آلمان، جوانان آلمان، و زیر ۲۰ سال آلمان بازی کرده‌است.